# Brinon-sur-Beuvron
Brinon-sur-Beuvron település Franciaországban, Nièvre megyében. Lakosainak száma 166 fő (2022. január 1.). Brinon-sur-Beuvron Taconnay, Neuilly, Bussy-la-Pesle, Chevannes-Changy, Grenois, Moraches és Beaulieu községekkel határos.

## Népesség
A település népességének változása:
| Lakosok száma | 187  | 190  | 192  | 181  | 177  | 171  | 167  | 165  | 166  |
|               | 2013 | 2015 | 2016 | 2017 | 2018 | 2019 | 2020 | 2021 | 2022 |